# TL;DR
TL;DR eller tl;dr, förkortning av too long; didn't read (svenska: Alltför långt; läste inte detta) är internetslang som uttrycker att en text eller ett inlägg som hänvisats till har ignorerats på grund av sin längd.
"TL;DR" kan också användas för att inleda en förkortad version av en lång text, riktad till den som inte har tid att läsa den fullständiga texten.

## Påtala överdrivet lång text
Begreppet används för att påtala att en text är så överdrivet lång och detaljerad att det är ogörligt att avsätta den tid som krävs för att läsa igenom texten. Detta kan vara fallet med långa och detaljrika avtalsvillkor (Terms and Conditions) som få orkar läsa igenom, vilket möjliggör att villkor som är ofördelaktiga för den enskilde användaren kan passera obemärkt, men också mångordiga inlägg i diskussioner på nätet.
Begreppet kan användas vid svar på långa inlägg i dialoger på internet,  för att markera att det inte varit möjligt eller rimligt att läsa igenom hela inlägget innan det besvaras.

## Anvisa en kortare sammanfattning
Begreppet kan också användas som rubrik för en kortare version av en text riktad till den som inte anser sig ha tid att läsa den fullständiga texten. Betydelsen blir då ungefär "sammanfattning" eller "summary".

## Historik
Frasen är belagd sedan åtminstone 2002, och 2013 lades den till i Oxford Dictionaries Online.